# Вільгельм Лаунхардт
Карл Вільгельм Фрідріх Лаунхардт (нім. Carl Wilhelm Friedrich Launhardt; 7 квітня 1832, Ганноверське королівство — 14 травня 1925, провінція Ганновер) — німецький економіст, член Прусської палати лордів, перший ректор Ганноверської вищої технічної школи, автор теорії розміщення виробництва.

## Біографія
У 1848 р. він вступив до Ганноверської вищої технічної школи (нині Ганноверський університет), де був членом вокального клубу, а в 1859 р. успішно склав іспит на інженера-будівельника.
З 1854 по 1869 рік працював в Державному будівельному управлінні Королівства Ганновера, де в 1866 році став членом дорожньої інспекції Геештемюнда, а в 1867 році просунувся на посаду інженера шляхів, з весни 1869 р. працював на будівництві Венло-Гамбурзької залізниці.
З жовтня 1869 р. розпочав викладати в Ганноверського вищій технічній школі будівництво автомобільних і залізничних мостів.
У 1871 р. він отримав звання професора і в 1872 року за його проектом побудували міст в Гете.
У 1875 р. став директором Ганноверської вищої технічної школи, а з 1880 по 1886 рік — її першим ректором.
У 1880 році Вільгельм став асоційованим членом Академії будівництва в Берліні.
з 1889 року після приєднання Ганновера до Пруссії, став членом [Прусська палата лордів|Прусської палати лордів] та отримав ступінь почесного доктора [Технічний університет Дрездена|Технічного університету Дрездена].
14 травня 1918 р. Вільгельма Лаунхардта не стало.

## Основні ідеї в науці
В.Лаунхардт є представником німецької класичної політичної економії, а також одним з перших у своїх роботах використовує математичний апарат, а в 1885 р. друкує книгу «Математичні основи економіки». Окрім цього він є одним із розробників чистої теорії економіки добробуту.

Лаунхардт одним з перших запропонував, щоб ціноутворення на залізницях формувалося на основі граничних витрат. Він стверджував, що максимізація добробуту споживачів буде досягнута в тому випадку, якщо додатковий дохід від зростання залізничних тарифів дорівнювати додатковим витратам від перевезень, а значить постійні витрати залізниць повинні фінансуватися з податкових надходжень. А приватна конкуренція не забезпечуватиме максимальну ефективність в частині найнижчих середніх витрат на одиницю при обсязі випуску, який перевищує сукупний ринковий попит. Якщо залізниці будуть залишатися в приватних руках, то конкуренція буде зменшуватися і плата за залізничні перевезення буде не в змозі максимізувати економічний добробут — це призведе до того, що залізницям буде повинна надаватися субсидія і вони будуть або обов'язково регулюватися державою, або належати їй.

Окрім цього, Лаунхардт першим визнавав, що послуги комунального господарства вимагають державних субсидій, якщо максимізувати добробут споживачів.

### Діаграма моделі Тюнена

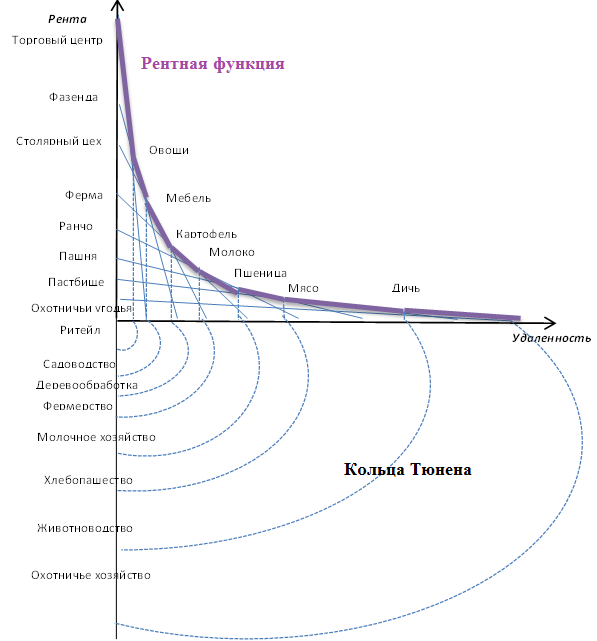
Діаграма моделі Тюнена

Доповнивши модель Тюнена джерелами сировини та енергоресурсів, Вільгельм Лаунхардт став одним із засновників  теорії розміщення виробництва.

Він вказував, що виробництво швидкопсувних, важких і об'ємних продуктів розташовується поблизу міста, а скотарство, для якого транспортні витрати на одиницю в порівнянні з витратами виробництва на одиницю землі невеликі, розміщується на кордоні регіону. Земельні ділянки поділяються на кільця, що виробляють спеціалізовану продукцію, де виробляється той товар, який дає максимальний чистий прибуток на одиницю землі, формуючи модель землекористування з максимальною земельною рентою.

На ренту не впливають витрати виробництва і транспортні витрати, які змінюються в міру віддалення від центру, вісь абсцис є лінією нульових значень ренти і лінією граничних витрат, а межа зони галузі, де рента максимальна, лежить на відстані, де гранична рента дорівнює граничним витратам виробництва.
Формує « діаграму моделі Тюнена», яка демонструє рентну функцію:
{\displaystyle R=e(p-a)-efk},
де R — рента на 1 акр землі, е — ціна товару, a — витрати виробництва товару, f — транспортний тариф на 1 км, k — відстань до ринку.
По вертикалі вказується вартість землі на кожен вид ділянки в вартісному вираженні, а по горизонталі — віддаленість в кілометрах. Нижня частина діаграми утворює  кільця Тюнена, в яких розташовуються виробництва, а у верхній правій частині вказуються вироби, які виробляються даними виробництвами. Відстань між кільцями, що розмежовують посіви двох культур:
{\displaystyle r=(v_{1}m_{1}-v_{2}m_{2})/t(v_{1}-v_{2})},
де m1 і m2 — прибутковість сільськогосподарських культур на одиницю продукції, v1 і v2 — обсяги виробництва культур, t — транспортний тариф на 1 т·км, r — відстань від центру.
Діаграма моделі Тюнена  застосовується для ілюстрації теорії вибору культури Тюнена при наступних припущеннях:

- Виробнича функція лінійна однорідна
- Продуктивність з одиниці площі постійна
- Ціни факторів виробництва однакові
- Транспортні витрати лінійні від віддаленості від центру.

У разі порушення одного з припущень відбувається перетин  рентних функцій , а значить виробництво культури можливо в декількох кільцях.

### Район продаж Лаунхардта

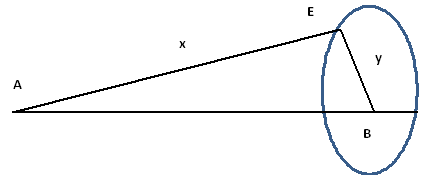
Район продаж Лаунхардта

Лаунхардт визначив оптимальний  'район продаж'  для конкуруючих між собою виробників, які перебувають в одній точці і обслуговуючих споживачів, рівномірно розкиданих по зоні.
Також він визначив ціну доставки продукції споживачам — функція від фіксованої ціни в місці її виробництва і транспортних витрат, які прямо пропорційні відстані до ринку.
Лаунхардт також говорив, що Ппопит лінійно залежить від місцевої ціни доставки: кількість проданих товарів одного виробника прямо пропорційна кубу транспортних витрат на доставку від фірми до кола кордону зони, де знаходиться ринок, і обернено пропорційна квадрату транспортних тарифів.
На діаграмі Район продаж Лаунхардт показав, що А і В — пункти розміщення двох виробників; овал — район продажів виробника В, чий товар є гіршим, тобто більш важкий на одиницю цінності товару, у якого кут нахилу функції транспортних витрат більший; х і у — відстань двох виробників від точки Е, де ціни франко-завод для двох товарів рівні.
Якщо витрати виробництва товарів рівні, то овал буде мати форму кола. Якщо транспортні витрати двох товарів рівні, то овал формується в гіперболу, увігнуту в бік виробника з більш високими витратами виробництва. Якщо рівні витрати виробництва і транспортні витрати, то межа стає в перпендикуляр, що розділяє два пункти розташування виробників.
Якщо товарів більше двох, то район продажів перетворюється в n-кутник з прямими сторонами.

### Локаціонний трикутник Лаунхардта

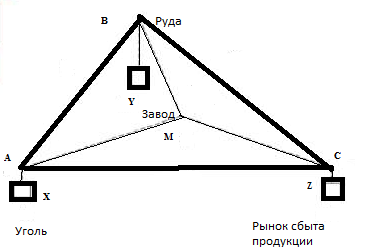
Локаційний трикутник Лаунхардта

В. Лаунхардт представив свою модель в роботі «Практика ефективного розміщення підприємств» від 1882 року як задачу розміщення виробництва (проблема трьох точок), де виробляється один вид продукції, питомі витрати постійні, існує один ринок збуту, джерело сировини і джерело матеріалів. Оптимальним місцем розміщення буде те, де транспортні витрати на одиницю продукції мінімальні: мінімальні по доставці сировини та пунктом реалізації.
 Точка оптимального розміщення підприємства залежить від вагових співвідношень перевезених вантажів і відстаней. Завдання вирішується методом локаційних трикутника, який має геометричний метод знаходження точки розміщення: на кожній зі сторін локаційного трикутника будується трикутник, подібний до вагового. Потім навколо побудованих таким чином трикутників описуються кола, точка перетину яких і є точкою мінімуму транспортних витрат:
{\displaystyle T=AMX+BMY+CMZ} → {\displaystyle min},
де T — вартість перевезення, Х і Y — вага сировини і матеріалів, необхідного для виробництва одиниці кінцевого продукту, Z — вага кінцевого продукту, AM, BM, CM — відстань від внутрішньої точки М (місця розташування заводу) до вершин трикутника.